# Mr. Olympia
Mr. Olympia – zawody kulturystyczne odbywające się corocznie od 1965 roku. Są najbardziej prestiżowymi zawodami kulturystycznymi na świecie (uznawane za mistrzostwa świata zawodowców). Są organizowane przez International Federation of Body Builders (IFBB) – największą federację kulturystyczną na świecie. Jednym ze zwycięzców w konkursach Mr. Olympia był Arnold Schwarzenegger, który zdobywał główną nagrodę ( Eugena Sandowa i czek na kilkadziesiąt tysięcy dolarów) 7 razy w latach (1970–1975 i 1980). Do ich największych triumfatorów, obok Schwarzeneggera, zalicza się Amerykanów: Ronniego Colemana i Lee Haneya (każdy po 8 tytułów) oraz Phila Heatha (7 tytułów), a także Brytyjczyka Doriana Yatesa (6 tytułów).

## Historia
Idea organizowania zawodów Mr. Olympia pochodziła od założyciela obecnie największej na świecie federacji kulturystycznej IFBB – Joego Weidera. W pierwszej połowie lat 60. XX w. świat kulturystki podzielony był pomiędzy kilka rywalizujących ze sobą federacji (IFBB, NABBA, AAU) z których każda organizowała swoje mistrzostwa świata. Weider pragnął stworzyć imprezę, która swoim prestiżem, głównie za pomocą wysokości oferowanych nagród, przebijałaby konkurencyjne turnieje i przywabiała najlepszych kulturystów zawodowych. Dodatkowo uznał, że obowiązujący ówcześnie w imprezach konkurencyjnych (Mr. Universe, Mr. World i Mr. America) zakaz ponownych startów po zdobyciu tytułu najlepszego kulturysty tłumi rozwój kulturystyki, bowiem mistrzowie zdobywający te tytuły, na ogół zaprzestają treningów i wycofują się ze startów. Była to najważniejsza zmiana, jaką wprowadził w nowych zawodach – każdy triumfator, mógł ponownie startować w imprezie w roku następnym.
Nazwa imprezy była efektem konkursu ogłoszonego przez Weidera na łamach „Muscle Builder”. Po raz pierwszy zawody Mr. Olympia odbyły się 18 września 1965 roku w Nowym Jorku. Kilkakrotnie w ramach promocji kulturystyki, zawody obywały się w różnych krajach i na różnych kontynentach, jednak od 1993 roku są stale rozgrywane w USA. Ich pierwszym triumfatorem był Amerykanin Larry Scott. Każda dekada konkursów Mr. Olympia miała swojego absolutnego championa, który wygrywał je kilka razy z rzędu. Lata 60. XX w. należały do Sergio Olivy, 70. do Arnolda Schwarzeneggera, 80. do Lee Haneya, 90. do Doriana Yatesa, a pierwsza dekada XXI w. do Ronniego Colemana.

## Zwycięzcy w kategorii Open
| Rok  | Zwycięzca             | Miejsce     |
| ---- | --------------------- | ----------- |
| 1965 | Larry Scott           | Nowy Jork   |
| 1966 | Larry Scott           | Nowy Jork   |
| 1967 | Sergio Oliva          | Nowy Jork   |
| 1968 | Sergio Oliva          | Nowy Jork   |
| 1969 | Sergio Oliva          | Nowy Jork   |
| 1970 | Arnold Schwarzenegger | Nowy Jork   |
| 1971 | Arnold Schwarzenegger | Paryż       |
| 1972 | Arnold Schwarzenegger | Essen       |
| 1973 | Arnold Schwarzenegger | Nowy Jork   |
| 1974 | Arnold Schwarzenegger | Nowy Jork   |
| 1975 | Arnold Schwarzenegger | Pretoria    |
| 1976 | Franco Columbu        | Columbus    |
| 1977 | Frank Zane            | Columbus    |
| 1978 | Frank Zane            | Columbus    |
| 1979 | Frank Zane            | Columbus    |
| 1980 | Arnold Schwarzenegger | Sydney      |
| 1981 | Franco Columbu        | Columbus    |
| 1982 | Chris Dickerson       | Londyn      |
| 1983 | Samir Bannout         | Monachium   |
| 1984 | Lee Haney             | Nowy Jork   |
| 1985 | Lee Haney             | Bruksela    |
| 1986 | Lee Haney             | Columbus    |
| 1987 | Lee Haney             | Göteborg    |
| 1988 | Lee Haney             | Los Angeles |
| 1989 | Lee Haney             | Rimini      |
| 1990 | Lee Haney             | Chicago     |
| 1991 | Lee Haney             | Orlando     |
| 1992 | Dorian Yates          | Helsinki    |
| 1993 | Dorian Yates          | Atlanta     |
| 1994 | Dorian Yates          | Atlanta     |
| 1995 | Dorian Yates          | Atlanta     |
| 1996 | Dorian Yates          | Chicago     |
| 1997 | Dorian Yates          | Los Angeles |
| 1998 | Ronnie Coleman        | Nowy Jork   |
| 1999 | Ronnie Coleman        | Las Vegas   |
| 2000 | Ronnie Coleman        | Las Vegas   |
| 2001 | Ronnie Coleman        | Las Vegas   |
| 2002 | Ronnie Coleman        | Las Vegas   |
| 2003 | Ronnie Coleman        | Las Vegas   |
| 2004 | Ronnie Coleman        | Las Vegas   |
| 2005 | Ronnie Coleman        | Las Vegas   |
| 2006 | Jay Cutler            | Las Vegas   |
| 2007 | Jay Cutler            | Las Vegas   |
| 2008 | Dexter Jackson        | Las Vegas   |
| 2009 | Jay Cutler            | Las Vegas   |
| 2010 | Jay Cutler            | Las Vegas   |
| 2011 | Phil Heath            | Las Vegas   |
| 2012 | Phil Heath            | Las Vegas   |
| 2013 | Phil Heath            | Las Vegas   |
| 2014 | Phil Heath            | Las Vegas   |
| 2015 | Phil Heath            | Las Vegas   |
| 2016 | Phil Heath            | Las Vegas   |
| 2017 | Phil Heath            | Las Vegas   |
| 2018 | Shawn Rhoden          | Las Vegas   |
| 2019 | Brandon Curry         | Las Vegas   |
| 2020 | Mamdouh Elssbiay      | Orlando     |
| 2021 | Mamdouh Elssbiay      | Orlando     |
| 2022 | Hadi Choopan          | Las Vegas   |
| 2023 | Derek Lunsford        | Orlando     |
| 2024 | Samson Dauda          | Las Vegas   |

## Klasyfikacja uczestników według liczby zwycięstw
| Liczba zwycięstw (tytułów) | Imię i nazwisko       | Lata                 |
| -------------------------- | --------------------- | -------------------- |
| 8                          | Ronnie Coleman        | 1998–2005            |
| 8                          | Lee Haney             | 1984-1991            |
| 7                          | Arnold Schwarzenegger | 1970–1975, 1980      |
| 7                          | Phil Heath            | 2011-2017            |
| 6                          | Dorian Yates          | 1992–1997            |
| 4                          | Jay Cutler            | 2006–2007, 2009-2010 |
| 3                          | Sergio Oliva          | 1967–1969            |
| 3                          | Frank Zane            | 1977–1979            |
| 2                          | Larry Scott           | 1965-1966            |
| 2                          | Franco Columbu        | 1976, 1981           |
| 2                          | Mamdouh Elssbiay      | 2020, 2021           |
| 1                          | Samir Bannout         | 1983                 |
| 1                          | Chris Dickerson       | 1982                 |
| 1                          | Dexter Jackson        | 2008                 |
| 1                          | Shawn Rhoden          | 2018                 |
| 1                          | Brandon Curry         | 2019                 |
| 1                          | Hadi Choopan          | 2022                 |
| 1                          | Derek Lunsford        | 2023                 |
| 1                          | Samson Dauda          | 2024                 |

## Kategoria classic physique
Classic Physique – kategoria została w 2016 roku ostatecznie zaakceptowana jako jedna ze stałych dywizji. Powstanie tej kategorii to odzew federacji na chęć fanów do powrotu do estetycznych sylwetek dawnych lat, kiedy niesłychanie istotna była wąska talia, symetria oraz estetyka i proporcjonalność mięśni.
| Rok  | Zwycięzca      | Miejsce                      | Nagrody |
| ---- | -------------- | ---------------------------- | ------- |
| 2016 | Danny Hester   | Las Vegas, Stany Zjednoczone | $12,500 |
| 2017 | Breon Ansley   | Las Vegas, Stany Zjednoczone | $20,000 |
| 2018 | Breon Ansley   | Las Vegas, Stany Zjednoczone | $20,000 |
| 2019 | Chris Bumstead | Las Vegas, Stany Zjednoczone | $30,000 |
| 2020 | Chris Bumstead | Orlando, Stany Zjednoczone   | $30,000 |
| 2021 | Chris Bumstead | Orlando, Stany Zjednoczone   | $50,000 |
| 2022 | Chris Bumstead | Las Vegas, Stany Zjednoczone | $50,000 |
| 2023 | Chris Bumstead | Orlando, Stany Zjednoczone   | $50,000 |
| 2024 | Chris Bumstead | Las Vegas, Stany Zjednoczone | $50,000 |

## Kategoria men's physique
| Rok  | Zwycięzca            | Miejsce                      |
| ---- | -------------------- | ---------------------------- |
| 2013 | Mark Anthony Wingson | Las Vegas, Stany Zjednoczone |
| 2014 | Jeremy Buendia       | Las Vegas, Stany Zjednoczone |
| 2015 | Jeremy Buendia       | Las Vegas, Stany Zjednoczone |
| 2016 | Jeremy Buendia       | Las Vegas, Stany Zjednoczone |
| 2017 | Jeremy Buendia       | Las Vegas, Stany Zjednoczone |
| 2018 | Brandon Hendrickson  | Las Vegas, Stany Zjednoczone |
| 2019 | Raymont Edmonds      | Las Vegas, Stany Zjednoczone |
| 2020 | Brandon Hendrickson  | Orlando, Stany Zjednoczone   |
| 2021 | Brandon Hendrickson  | Orlando, Stany Zjednoczone   |
| 2022 | Erin Banks           | Las Vegas, Stany Zjednoczone |
| 2023 | Ryan Terry           | Orlando, Stany Zjednoczone   |
| 2024 | Ryan Terry           | Las Vegas, Stany Zjednoczone |

## Dywizja 212
| Rok  | Zwycięzca          | Miejsce                      |
| ---- | ------------------ | ---------------------------- |
| 2012 | James "Flex" Lewis | Las Vegas, Stany Zjednoczone |
| 2013 | James "Flex" Lewis | Las Vegas, Stany Zjednoczone |
| 2014 | James "Flex" Lewis | Las Vegas, Stany Zjednoczone |
| 2015 | James "Flex" Lewis | Las Vegas, Stany Zjednoczone |
| 2016 | James "Flex" Lewis | Las Vegas, Stany Zjednoczone |
| 2017 | James "Flex" Lewis | Las Vegas, Stany Zjednoczone |
| 2018 | James "Flex" Lewis | Las Vegas, Stany Zjednoczone |
| 2019 | Kamal Elgargni     | Las Vegas, Stany Zjednoczone |
| 2020 | Shaun Clarida      | Orlando, Stany Zjednoczone   |
| 2021 | Derek Lunsford     | Orlando, Stany Zjednoczone   |
| 2022 | Shaun Clarida      | Las Vegas, Stany Zjednoczone |
| 2023 | Keone Pearson      | Orlando, Stany Zjednoczone   |
| 2024 | Keone Pearson      | Las Vegas, Stany Zjednoczone |